# Hopkinsville
Hopkinsville ist eine City im Südwesten des US-amerikanischen Bundesstaats Kentucky. Das U.S. Census Bureau hat bei der Volkszählung 2020 eine Einwohnerzahl von 31.180 ermittelt.  Die nach Samuel Hopkins (1753–1819) benannte Stadt ist Verwaltungssitz des Christian County.
Bei der totalen Sonnenfinsternis vom 21. August 2017 war Hopkinsville die Stadt mit der längsten Totalitätsdauer von 2 Minuten und 40 Sekunden.

## Geschichte
Die Besiedlung von Hopkinsville erfolgte 1796. Bartholomew and Martha Ann Wood, die aus Jonesborough in Tennessee kamen, beanspruchten dort aufgrund Bartholomews Diensten während des Unabhängigkeitskrieges etwa fünf Quadratkilometer Land. Die erfolgreiche Siedlung der Woods zog bald weitere Siedler an. 1799 wurde der Ort zu Ehren der ältesten Tochter der Woods „Elizabeth“ genannt. Da es aber im Hardin County bereits den Ort Elizabethtown gab, wurde der Ort 1804 von der Generalversammlung Kentuckys zu Ehren des Generals Samuel Hopkins aus dem Henderson County umbenannt.

## Klima
Die durchschnittliche Jahrestemperatur beträgt etwa 14 °C, der mittlere Höchstwert im Juli liegt bei 31,4 °C, der Tiefstwert im Januar bei −4,2 °C. Die mittlere jährliche Niederschlagsmenge liegt bei 1293 Millimetern.

## Söhne und Töchter der Stadt
- Edward T. Breathitt (1924–2003), Politiker
- John Brim (1922–2003), Bluesmusiker
- John P. Campbell (1820–1888), Politiker, Mitglied im US-Repräsentantenhaus
- Edgar Cayce (1877–1945), Medium
- Walter F. Dodd (1880–1960), Rechts- und Politikwissenschaftler
- Barksdale Hamlett (1908–1979), General der US Army
- Vincent Herring (* 1964), Jazzmusiker
- bell hooks (geb. Gloria Watkins, 1952–2021), Literaturwissenschaftlerin
- Austin Peay (1876–1927), 39. Gouverneur des Bundesstaates Tennessee
- Joseph W. Ralston (* 1943), Air-Force-Offizier
- Todd Rhodes (1900–1965), Jazzmusiker
- Thomas R. Underwood (1898–1956), Politiker
- Charles K. Wheeler (1863–1933), Politiker, Mitglied im US-Repräsentantenhaus
- Ed Whitfield (* 1943), Politiker, Mitglied im US-Repräsentantenhaus